# Otti Berger
Pour les articles homonymes, voir Berger (homonymie).

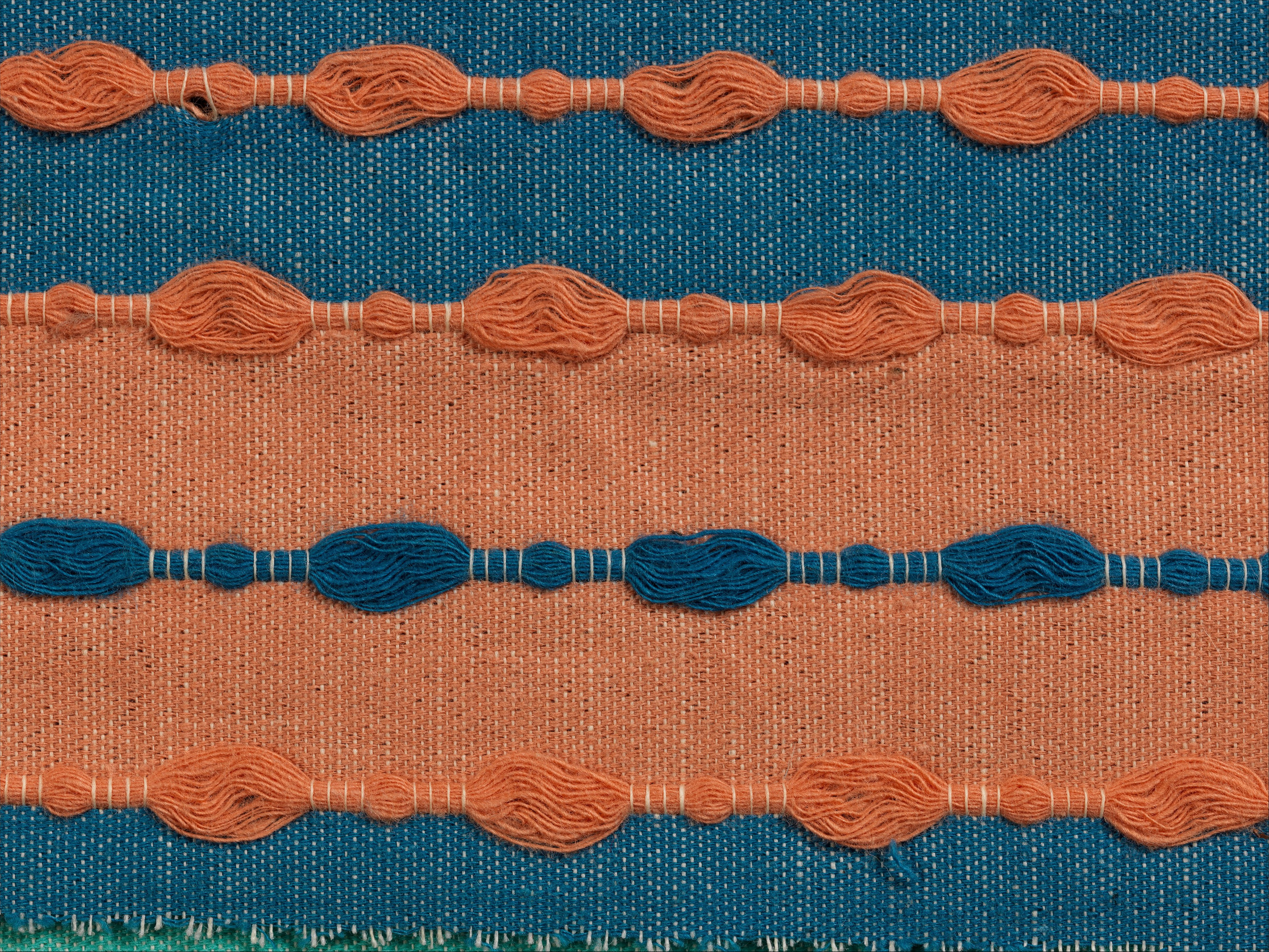
Tissage par Otti Berger

Otti Berger, née Otilija Ester Berger le 4 octobre 1898 à Zmajevac, Baranja, Autriche-Hongrie et décédée le 27 avril 1944 dans le camp de concentration d'Auschwitz, est une artiste textile et tisserande avant-gardiste. Elle a une conception innovante du tissage, montrant une grande sensibilité dans la recherche de l'abstraction et de la simplicité et menant des recherches sur les techniques et les matériaux. Elle a aussi mené un combat pour la reconnaissance et la juste rémunération de son travail, devenant une des rares artistes du Bauhaus à faire breveter ses créations.

## Biographie
À la naissance d'Otti Berger en 1898, sa petite ville natale de Zmajevac fait partie de l'empire d'Autriche-Hongrie, puis, à partir de 1918, de la Yougoslavie dont elle prend la nationalité.
Elle étudie à Vienne, puis, de 1912 à 1926, à l'Académie des Arts à Zagreb avant de s'inscrire au Bauhaus à Dessau en janvier 1927, sous le nom de Otti Berger. En janvier 1927, elle s'inscrit au Bauhaus à Dessau. Là, elle suit les cours préliminaires de László Moholy-Nagy, Paul Klee et Vassily Kandinsky. Depuis que László Moholy-Nagy en est devenu responsable en 1923, ce cours s'oriente vers un travail fonctionnel et destiné à l'industrie. Son enseignement insiste sur la formation au sens du toucher qu'il teste avec les étudiants sur des « tables à toucher » (Tasttafeln).
La planche de textures de Otti Berger a été publiée par Lazlo Moholy-Nagy en 1929 dans son livre Von Material zu Architektur (du matériel à l'architecture).
Sur une bande de tissu métallique, sont disposés des triangles de différents fils, dans lesquels peuvent être insérés des carrés de papier colorés. C'est comme un alphabet des matières qui démontre la grande sensibilité déjà d'Otti Berger à l'utilisation des textiles.
En octobre 1927, elle intègre le cours de Gunta Stölzl à l'atelier de tissage. Là, l'accent n'est plus mis sur l'expression artistique et la création de pièces uniques personnelles mais plutôt sur le développement de prototypes pour l'industrie. Elle a été décrite comme « une des élèves les plus talentueuses de l'atelier tissage à Dessau ». Dans l'atelier, elle apprend à utiliser les différents systèmes de métiers à tisser et réalise souvent ses projets directement sur le métier. Elle traduit avec facilité les préceptes de Paul Klee sur les couleurs et les formes dans le textile, tout en soignant la fonctionnalité et la précision technique. Elle applique l'économie des moyens, l'utilisation d'un nombre limité de formes.
Otti Berger étant devenue presque sourde à la suite d'une maladie, on peut supposer qu'elle a compensé en développant davantage ses autres sens. Elle a en tout cas la capacité de ressentir la nature du tissu. Sa sensibilité associée avec sa perfection technique, donnent vite de très bons résultats. Elle fait des recherches sur la méthodologie et les matériaux, crée des traitements chimiques innovants et de nouveaux matériaux. Son approche est plus expressive et conceptuelle que celle de la plupart de ses contemporaines et elle devient rapidement un membre essentiel de l'équipe textile du Bauhaus.
Avec d'autres artistes textiles comme Anni Albers et Gunta Stölzl, Otti Berger veut montrer que le textile n'est pas juste un artisanat féminin mais une discipline artistique à prendre au sérieux. Elle reprend la rhétorique utilisée en photographie et en peinture pour décrire son travail. Pendant son séjour à Dessau, elle écrit un traité sur les tissus et la méthodologie de la production textile, qui est resté dans les mains de Walter Gropius, le directeur du Bauhaus, et n'a jamais été publié. Elle voit les tissus de façon fonctionnelle, excluant le superflu. Une harmonie doit se faire entre les matières, la structure, la facture et les couleurs.
En novembre 1929, elle passe un semestre à l'Ecole de tissage Johanna Brunsson à Stockholm, et, à son retour, est engagée à l'atelier de tissage du Bauhaus. Avec Anni Albers, elles remplacent Gunta Stölzl qui vient alors d'avoir son premier bébé. Gunta Stölzl, son aînée d'un an, estime beaucoup son talent aussi bien artistique que pédagogique : « Ses travaux étaient toujours d'une grande intensité et appartiennent aux meilleurs de ceux qui ont été créés dans l'atelier ».
En octobre 1930, elle obtient son diplôme de compagnon de la Chambre des métiers de Glauchau en Saxe ainsi que son diplôme du Bauhaus en novembre de la même année.
Elle travaille alors dans divers ateliers textiles de l'est de l'Allemagne. Elle s'adapte aux styles des entreprises mais parvient à éveiller leur intérêt pour les tissus du Bauhaus, si bien qu'en 1932, elle conclut un contrat de licence avec une entreprise. Elle fait également partie du jury du Bauhaus qui sélectionne les tissus pour la fabrication industrielle. Elle signe ses propres créations « Otti Berger Stoff ». De novembre 1930 à mai 1931, elle est assistante artistique à l'usine de tissage de rideaux Fischer et Hoffmann à Zwickau, de mai 1931 à octobre 1931, elle travaille chez Websky, Hartmann & Yiesen, nappes et tissage de lin à Wüstewaltersdorf.
Lorsque Gunta Stölzl quitte son poste de responsable de l'atelier de tissage en 1931, Otti Berger est engagée pour donner un cours de quatre semaines sur l'organisation d'un atelier de tissage mécanique et, en même temps, elle reprend la direction artistique et technique de l'atelier. Elle commence à créer son propre programme et agit comme mentor auprès de jeunes étudiants, notamment la tisserande parisienne Zsuzsa Markos-Ney et Etel Fodor-Mittag, tisserande artisanale en Afrique du Sud. Puis Lilly Reich est nommée par Mies van der Rohe à la direction de l'atelier et les responsabilités de Otti Berger sont réduites. C'est Lilly Reich qui détermine maintenant le style et l'orientation de l'atelier malgré sa méconnaissance des techniques du tissage. Après avoir passé une année à animer des ateliers chez Lilly Reich, elle ouvre son propre atelier Otti Berger Atelier für Textilien à Berlin.
Otti Berger est la première femme, et la seule du Bauhaus, à avoir demandé des brevets pour ses créations textiles. La de Ploeg Company of Netherlands a même accepté une dérogation à sa politique d'anonymat pour ses designers et affiche les initiales de Otti Berger à côté de ses créations. Elle reçoit en 1934 un brevet pour ses tissus d'ameublement en double tissage Möbelstoff-Doppelgewebe. Elle en vend les droits à la société Shriver Corporation en 1932. Elle travaille ensuite avec un certain nombre de sociétés et conçoit de nouveaux tissus.
A la dissolution du Bauhaus en 1934, Otti Berger rachète du matériel et des métiers à tisser de l'atelier et fonde son propre atelier à Berlin-Charlottenbourg, Fasanenstrasse. Elle le conçoit comme un laboratoire où elle peut développer à la fois des tissus pour des architectes et des firmes textiles et des créations personnelles avec des mélanges de matières pour lesquelles elle dépose des brevets. Un grand nombre de ces échantillons se trouvent maintenant au Musée Busch-Reisinger de Harvard, consacré à l'art de l'Allemagne et des pays germanophones.
En 1935 elle crée des tissus pour la maison que Hans Scharoun (futur architecte de la Philharmonie de Berlin) construit pour l'industriel Schminke à Löbau.
De Berlin, Otti Berger conçoit des collections pour plusieurs fabricants de textiles en Allemagne et à l'étranger, dont la fabrique de rideaux De Ploeg à Bergejk, Pays-Bas, pour qui elle développe des collections colorées de tissus pour rideaux, ainsi que la Rosshaarweberei Schriever à Dresde, pour laquelle elle crée un tissu double, très élastique, en crin artificiel servant de tendeur pour meubles destiné à être utilisé dans les avions, les trains ou les bateaux à vapeur de haute mer, et la Wohnbedarf Ag à Zurich. Avec cette dernière entreprise, elle mène un long combat, qu'elle remporte finalement, pour obtenir des brevets.
Le design de ses tissus, de grande qualité technique, a influencé les textiles des années 1930.
Avec l'arrivée au pouvoir des nazis, la situation devient plus difficile pour Otti Berger. Comme « étrangère non aryenne », elle doit renouveler chaque année son permis de séjour et, pour ça, justifier de revenus, alors que dès 1935, elle n'est plus autorisée à travailler. En 1935, sa demande d'admission à la Chambre impériale des beaux-arts est rejetée en raison de ses racines juives.
Forcée de quitter le pays, elle se rend en Angleterre à l'automne 1937, à la suggestion de Walter Gropius, et s'installe chez Lucia Moholy. Elle a des contacts sporadiques avec des entreprises textiles. Malgré tous ses efforts, une collaboration de 5 semaines avec l'entreprise textile Helios Ltd et un brevet déposé à Londres, elle a du mal à s'imposer professionnellement. Elle a également peu de contacts, en partie à cause de sa surdité,.
Avec son partenaire à l'époque, l'architecte Ludwig Hilberseimer, ils projettent une nouvelle vie aux États-Unis. Elle compte beaucoup sur László Moholy-Nagy qui a déjà traversé l'Atlantique et lui a promis la direction du tissage au New Bauhaus Chicago. Ludwig Hilbersheimer part à Chicago dès 1938, suivant Mies van de Rohe. Malgré les avertissements de Ludwig concernant la situation politique, Otti Berger choisit de visiter d'abord sa famille à Zmajevac en Yougoslavie, sa mère étant gravement malade,.
Lorsque sa mère va mieux, un an plus tard, la guerre a éclaté et Otti Berger ne peut plus obtenir de visa. Elle ne saura sans doute jamais que Moholy-Naguy a invité une autre tisserande juive du Bauhaus Marie Helene Heymann à prendre la direction du tissage à Chicago. Celle-ci pourra voyager à temps.
En 1941, Otti Berger fait part à une amie de sa vie isolée avec sa famille et du tapis qu'elle est en train de confectionner. Elle espère toujours pourvoir quitter le pays. On n'a plus de nouvelles d'elle après cela. En 1947 Waldemar Adler écrit « Nous ne savons rien de Otti Berger si ce n'est la supposition de Ludwig Hilberseimer qu'elle ait été gazée par les nazis. Mais on n'y croit pas. ».
Dans des documents russes publiés à Yad Vashem le nom de Otti Berger est mentionnée avec, comme date et lieu de décès, Auschwitz, 27 avril 1944. Elle et sa famille ont probablement été expulsés directement vers le camp d'extermination d'Auschwitz sans internement préalable dans un autre camp.